# Nieuw-Zeelandse woudaap
De Nieuw-Zeelandse woudaap (Botaurus novaezelandiae, synoniem: Ixobrychus novaezelandiae) is een uitgestorven vogel uit de familie Ardeidae (reigers en roerdompen).

## Verspreiding en leefgebied
Deze soort kwam voor op het Zuidereiland van Nieuw-Zeeland.